# کمک بهیار (فیلم ۱۹۶۱)
کمک بهیار (ایتالیایی: Gli attendenti) فیلمی در ژانر کمدی است که در سال ۱۹۶۲ منتشر شد. از بازیگران آن می‌توان به ویتوریو دسیکا، جینو چروی، للیو لوتاتسی و لوئیجی پاوزه اشاره کرد.